# 후타미정 (효고현)
후타미정(二見町)은 효고현 가코군에 설치되었던 정이다. 현재의 아카시시에 해당한다.